# Рамона Тринидад Иглесијас Јордан
Рамона Тринидад Иглесијас Јордан (шп. Ramona Trinidad Iglesias Jordán; Утуадо, 1. септембар 1889 — Рио Пиједрас, 29. мај 2004) била је порториканска суперстогодишњакиња која је према гинисовој књизи рекорда носила титулу најстарије живе особе на свету у периоду од 13. новембра 2003. до 29. маја 2004. године.

## Биографија
Рамона Тринидад Иглесијас Јордан рођена је у Утуаду, Порторико, 1. септембра 1889. године, у време док је острво било под контролом Шпаније. Њени родитељи били су Едуардо Иглесијас Ортиз (1854—1924) и Луиса Јордан Кореа (1860—1897). Њен брат Франциско (1891—1991) живео је 100 година, а њене сестре Марија (1894—1996) и Изабел (1910—2016), живеле су по 101 и 106 година.
1912. године, удала се за Алфонса Алонза Солера (1888—1975), који је 1940-их и 50-их радио као банковни менаџер. Били су у браку 62 године пре његове смрти 1975. године. Нису имали биолошку децу, али су усвојили Роберта Тореса Иглесијаса (1919—2009).
13. новембра 2003. године, након смрти 114-годишње Митојо Кавате из Јапана, постала је најстарија жива особа на свету.
Рамона Тринидад Иглесијас Јордан преминула је од упале плућа у Рио Пиједрасу, Порторико, 29. маја 2004. године, у доби од 114 година и 271 дан.